# Hummel (Langenbach)
Hummel ist der Name einer ehemaligen Hofmark und die gemeinsame Bezeichnung der Ortsteile Ober- und Niederhummel von Langenbach im oberbayerischen Landkreis Freising. 

## Gemeinde
Die Gemeinde Oberhummel, die das Pfarrdorf Oberhummel, das Kirchdorf Niederhummel sowie die Einöde Asenkofen und den Weiler Windham umfasste, bestand von 1818 bis 1978.

## Geographie
Hummel liegt nahe der Isar südöstlich von Langenbach und teilt sich in das Pfarrdorf Oberhummel (494 Einwohner) und das Kirchdorf Niederhummel (619 Einwohner). Der ebenfalls zur Gemarkung Oberhummel zählende Weiler Windham hat 25 Einwohner.
Im Naturschutzgebiet Isarauen zwischen Hangenham und Moosburg mündet direkt unter der Isarbrücke der Straße nach Gaden die Moosach in die Isar. Der kurz vor der Mündung ausgeleitete Mühlbach durchquert Oberhummel und fließt an Niederhummel vorbei Richtung Moosburg.

## Geschichte

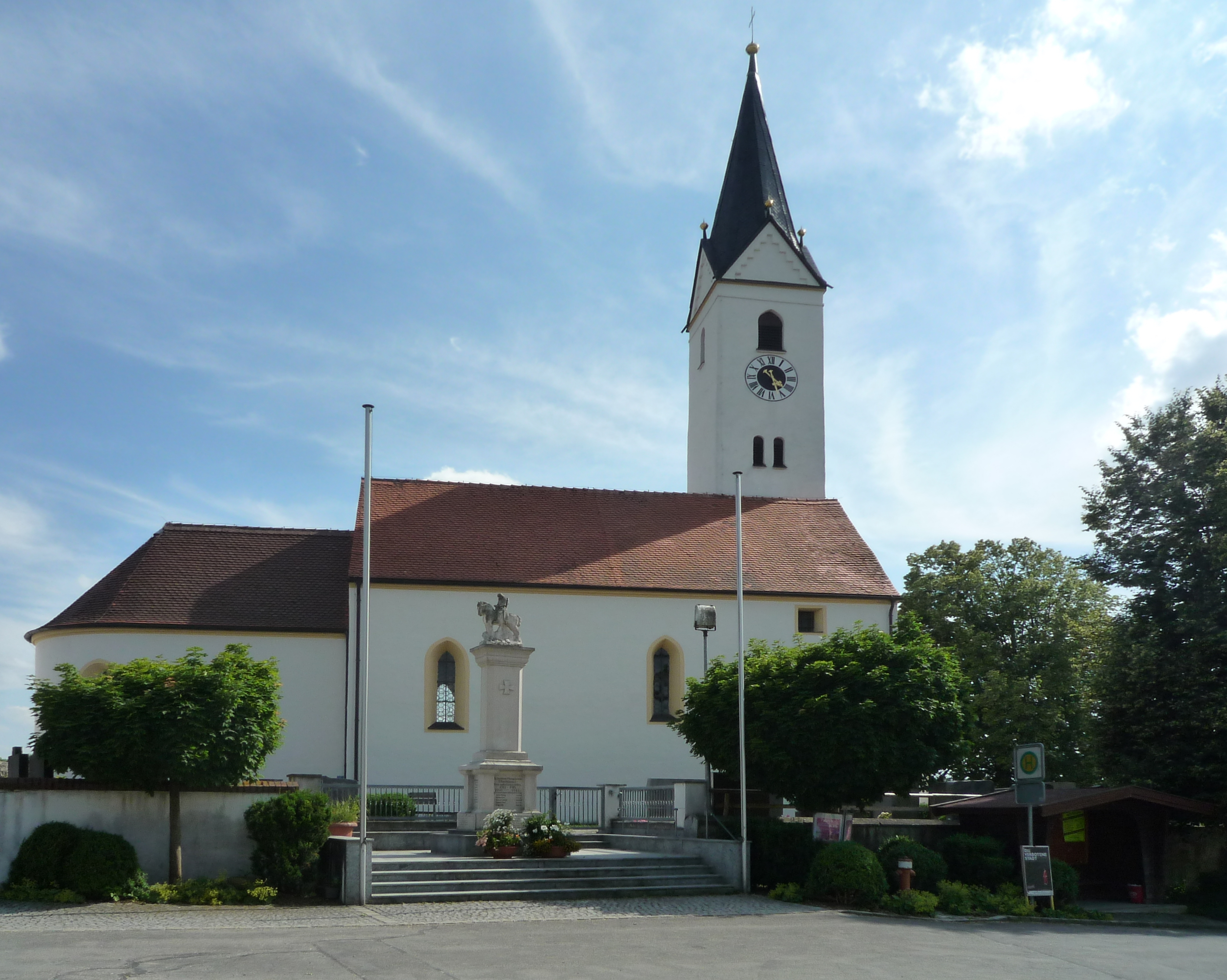
Kirche von Oberhummel

Die erste Erwähnung Hummels findet sich in einer Freisinger Urkunde vom 31. Mai 808 als „Humpla“. Das Urbar des Hochstifts Freising, das um 1180 angelegt wurde, unterscheidet erstmals zwischen Oberhummel („Humblin superius“) und Niederhummel („Humblin inferius“). Hummel war ab 1284 eine geschlossene Hofmark, die die Orte Oberhummel, Niederhummel und Windham umfasste und im bayerischen Landgericht Kranzberg lag. Hofmarksherr war das Hochstift Freising, das 1803 im Rahmen der Säkularisation in Bayern aufgelöst wurde. Die Hofmark Hummel kam in den Besitz des Kurfürstentums und späteren Königreichs Bayern. 
Mit dem Gemeinde-Edikt von 1818 wurde die Landgemeinde Oberhummel mit den Teilorten Oberhummel, Niederhummel und Windham gebildet. Diese Gemeinde wurde am 1. Mai 1978 anlässlich der Gemeindegebietsreform aufgelöst und in die Gemeinde Langenbach eingegliedert. 2008 feierten Ober- und Niederhummel gemeinsam 1200 Jahre ihres Bestehens.

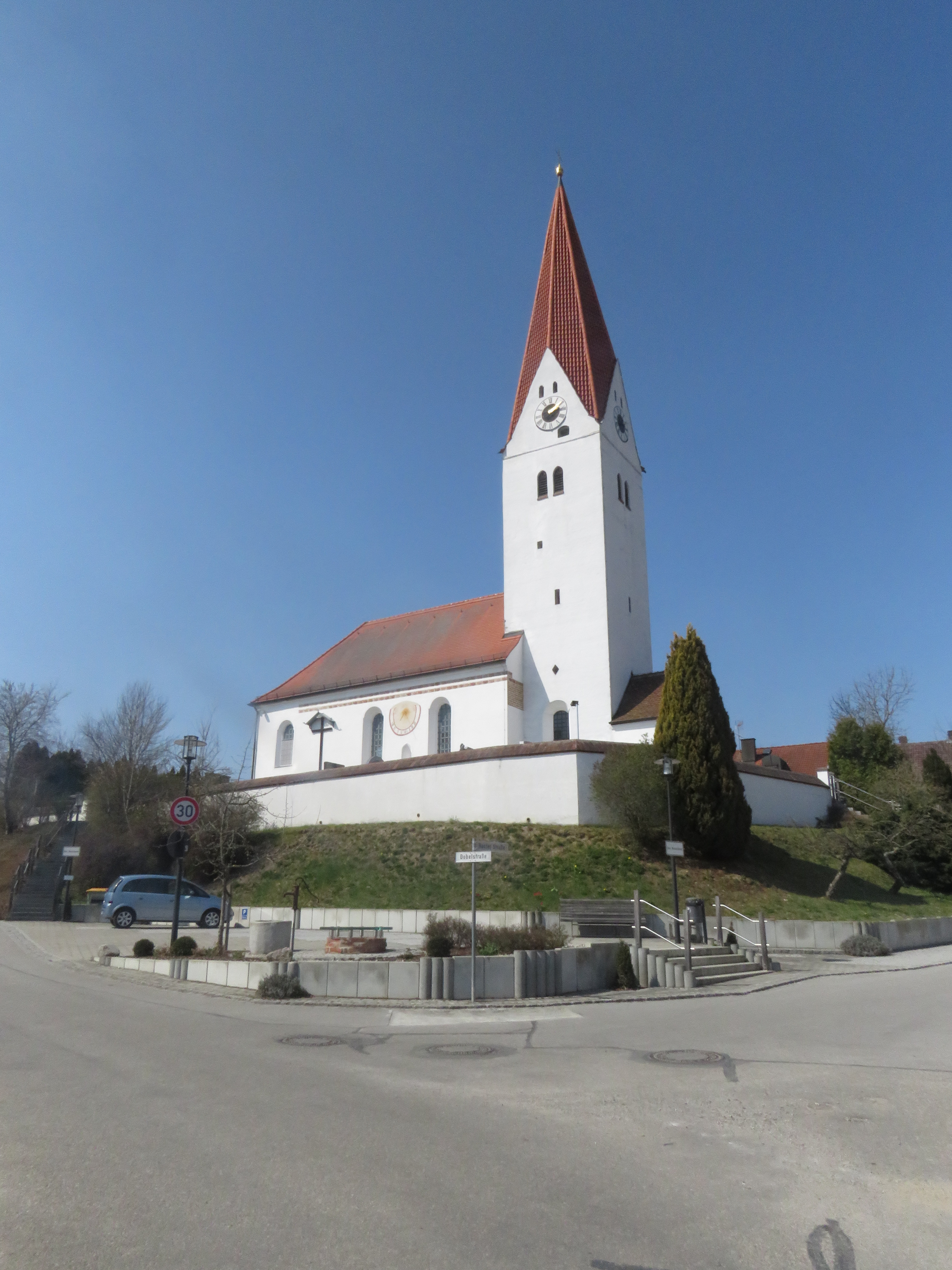
Kirche von Niederhummel

## Sehenswürdigkeiten
- Kirche St. Andreas in Niederhummel aus dem 14. Jahrhundert
- Dreiseithof mit ehemaligem Gasthaus in Niederhummel
- Pfarrkirche St. Georg und St. Dionysius in Oberhummel[5]
- Pfarrhaus in Oberhummel
- Gutshof und Gasthaus Neumeier